# Spa (aéronautique)
Pour les articles homonymes, voir Spa.

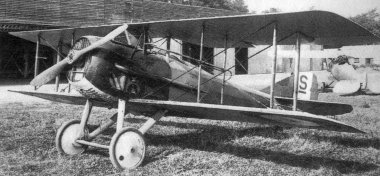
SPAD SVII

Le nom propre « Spa » ou l’acronyme « SPA » dans le domaine de l’aéronautique est celui d’escadrilles de l’Armée de l’air Française. Il trouve son origine dans celui de la « Société de Production des Aéroplanes Deperdussin » (SPAD) créée en France en 1912.
L’initiateur de cette société anonyme, Armand Deperdussin, fut arrêté pour des motifs controversés an août 1913. Le groupe industriel de Louis Blériot, en août 1914, acquit les actifs de la SPAD et développa le fameux avion de chasse en projet de Deperdussin.
Alfred LeBlanc, bras droit de Blériot, féru d’un idiome international qui faisait fureur à l’époque, le Volapük, reprit pour cet avion l’acronyme SPAD comme nom propre qui signifiait « vitesse » dans cette langue universelle. De plus, ses quatre lettres transformaient l’acronyme de la société rachetée en un rétro acronyme : « Société (anonyme) Pour l’Aviation et ses Dérivés ». Sous la direction de Blériot, treize modèles de SPAD furent développés.
Les unités aériennes de l’Armée de l’air Française portaient en deux ou trois lettres les initiales des avions affectés. C’est ainsi qu’apparu durant la Première guerre les escadrilles SPA ou Spa pour SPAD, suivies de leur numéro d’identification.

### Escadrille
- SPA 88 " Serpent"
- Escadrille Spa94

### Avion
- SPAD
- SPAD S.VII
- SPAD S.XIII